# Regnitzlosau
Regnitzlosau – miejscowość i gmina w Niemczech, w kraju związkowym Bawaria, w rejencji Górna Frankonia, w regionie Oberfranken-Ost, w powiecie Hof. Leży w Vogtlandzie, przy autostradzie A93.
Gmina położona jest ok. 10 km na wschód od Hof i ok. 50 km na północny wschód od Bayreuth. Regnitzlosau jest członkiem związku partnerskiego Freunde im Herzen Europas (pol. Przyjaźń w Sercu Europy) zrzeszającego niemieckie i czeskie miejscowości.

## Dzielnice
W skład gminy wchodzą następujące dzielnice: Regnitzlosau, Draisendorf, Förtschenbach, Haag, Henriettenlust, Hinterprex, Hohenberg, Hohenschwesendorf, Hohenvierschau, Huschermühle, Kirchbrünnlein, Klötzlamühle, Mittelhammer, Mühlberg, Nentschau, Neumühle, Oberprex, Oberzech, Osseck a. Wald, Prex, Raitschin, Schanz, Schwesendorf, Trogenau, Unterhammer, Vierschau, Weinzlitz, Wieden, Zech, Ziegelhaus i Ziegelhütte.

## Polityka
Wójtem jest Hans-Jürgen Kropf (Wolny Związek Wyborczy Regnitzlosau). Rada gminy składa się z 15 członków:
|      | CSU | Wolny Związek Wyborczy Regnitzlosau | SPD | Razem     |
| 2008 | 8   | 5                                   | 1   | 15 miejsc |